# Joseph Kish
Joseph Kish (* 14. Juni 1899 in Sombor, Österreich-Ungarn; † 14. März 1969 in North Hollywood, Los Angeles, Kalifornien) war ein US-amerikanischer Art Director und Szenenbildner, der bei der Oscarverleihung 1966 den Oscar für das beste Szenenbild erhielt.

## Leben
Kish begann seine Laufbahn als Szenenbildner in der Filmwirtschaft Hollywoods 1942 bei dem Film Lucky Legs und war anschließend an der Ausstattung von mehr als 130 Filmen beteiligt.
Kish war erstmals bei der Oscarverleihung 1945 mit Lionel Banks und Walter Holscher für einen Oscar für das beste Szenenbild nominiert und zwar für den Schwarzweißfilm Address Unknown (1944). Weitere Nominierungen in dieser Kategorie folgten 1949 mit Richard Day und Casey Roberts für den Farbfilm Johanna von Orleans (1948), 1960 mit Lyle R. Wheeler, Franz Bachelin, Herman A. Blumenthal sowie Walter M. Scott für den Farbfilm Die Reise zum Mittelpunkt der Erde (1959) und 1966 mit Hal Pereira, Jack Poplin und Robert R. Benton für den Schwarzweißfilm Stimme am Telefon (The Slender Thread, 1965).
Ebenfalls 1966 erhielt er schließlich mit Robert Clatworthy seinen einzigen Oscar für das beste Szenenbild in dem Schwarzweißfilm Das Narrenschiff (1965).
Joseph Kish arbeitete im Laufe seiner Karriere mit Filmregisseuren wie John Ford, Don Siegel, Stanley Kramer, Jack Arnold, William Cameron Menzies, Victor Fleming, Henry Levin und Sydney Pollack zusammen.

## Filmografie (Auswahl)
- 1943: It’s a Great Life
- 1944: Address Unknown
- 1945: Küsse und verschweig mir nichts (Kiss and Tell)
- 1945: Life With Blondie
- 1948: Johanna von Orleans (Joan of Arc)
- 1948: Spuren im Sand (3 Godfathers)
- 1948: Bis zum letzten Mann (Fort Apache)
- 1948: Blondes Eis (Blonde Ice)
- 1949: Die rote Schlucht (Red Canyon)
- 1949: Herr der Unterwelt (The Crooked Way)
- 1949: Der Brandstifter von Los Angeles (Arson, Inc.)
- 1949: Dem Rauschgift verfallen (She Shoulda Said No!)
- 1949: Der Teufelshauptmann (She Wore a Yellow Ribbon)
- 1950: Lügende Lippen (Never Fear)
- 1950: Der Weihnachtswunsch (The Great Rupert)
- 1950: Im Lande der Comanchen (Comanche Territory)
- 1950: Westlich St. Louis (Wagon Master)
- 1950: Den Morgen wirst du nicht erleben (Kiss Tomorrow Goodbye)
- 1952: Flucht vor dem Tode (The Cimarron Kid)
- 1952: Bronco Buster
- 1952: Schüsse in New Mexico (The Duel at Silver Creek)
- 1952: Fluch der Verlorenen (Horizons West)
- 1953: Feuerkopf von Wyoming (The Redhead from Wyoming)
- 1953: Die Stadt unter dem Meer (City Beneath the Sea)
- 1953: Seminola (Seminole)
- 1953: Der große Aufstand (The Great Sioux Uprising)
- 1953: Gefangene des Dschungels (East of Sumatra)
- 1953: Verschwörung auf Fort Clark (War Arrow)
- 1954: Wer lacht – fliegt raus (The Bowery Boys Meet the Monsters)
- 1954: Massai (Apache)
- 1954: Bomba, der Erbe Tarzans (Killer Leopard)
- 1954: Immer jagte er Blondinen (The Human Jungle)
- 1954: Die Tochter des Kalifen (The Adventures of Hajji Baba)
- 1954: Bowery to Bagdad
- 1955: Sieben Reiter der Rache (Seven Angry Men)
- 1955: Akte XP 15 (A Bullett for Joey)
- 1955: Wichita
- 1955: In Acht und Bann (At Gunpoint)
- 1956: Die Dämonischen (Invasion of the Body Snatchers)
- 1956: Planet des Grauens (World Without End)
- 1956: Teufelskommando – Marinekorps „Pantherkatze“ schlägt zu (Hold Back the Night)
- 1956: Schlucht des Grauens (Canyon River)
- 1956: Gangsterbraut (The Young Guns)
- 1956: Lockende Versuchung (Friendly Persuasion)
- 1957: Tot oder lebendig (Last of the Badmen)
- 1957: Terror in Portland City (Portland Exposé)
- 1957: Woodoo – Blutrausch des Dschungels (The Dusembodied)
- 1957:Tod in kleinen Dosen (Death in Small Doses)
- 1957: Dem Henker ausgeliefert (Gun Battle at Monterey)
- 1957: Der große Fremde (The Tall Stranger)
- 1957: So enden sie alle (Baby Face Nelson)
- 1958: Die Nacht der langen Messer (The Rawhide Trail)
- 1958: Männer, die in Stiefeln sterben (Man from God's Country)
- 1958: Die Draufgänger von San Fernando (Cole Younger, Gunfighter)
- 1958: Die Kanaille von Kansas (Quantrill's Raiders)
- 1958: Flucht in Ketten (The Defiant Ones)
- 1958: In den Krallen der Venus (Queen from Outer Space)
- 1958: Im Dschungel der Großstadt (Johnny Rocco)
- 1958: Mit dem Messer im Rücken (Revolt in the Big House)
- 1959: Al Capone
- 1959: Der Tod fährt erster Klasse (The Rebel Set)
- 1959: Im Sumpf des Grauens (The Alligator People)
- 1959: Die Rückkehr der Fliege (Return of the Fly)
- 1959: Mit Büchse und Colt (The Oregon Trail)
- 1959: Kampf ohne Gnade (Cast a Long Shadow)
- 1959: Fünf Tore zur Hölle (Five Gates to Hell)
- 1959: Die Reise zum Mittelpunkt der Erde (Journey to the Center of the Earth)
- 1960: Zwölf Stunden lauert der Tod (Twelve Hours to Kill)
- 1960: Wilder Strom (Wild River)
- 1960: Versunkene Welt (The Lost World)
- 1960: Stoßtrupp Saipan (Hell to Eternity)
- 1960: Die Plünderer (The Plunderers)
- 1961: Der tanzende Gangster (The George Raft Story)
- 1962: Bekenntnisse eines Opiumsüchtigen (Confessions of an Opium Eater)
- 1963: Ein Kind wartet (A Child Is Waiting)
- 1963: Eine total, total verrückte Welt (It's a Nad, Mad, Mad, Mad World)
- 1964: Lady in a Cage
- 1964: Ein tollkühner Draufgänger (The Lively Set)
- 1965: Das Narrenschiff (Ship of Fools)
- 1965: Stimme am Telefon (The Slender Thread)
- 1966: … und jetzt Miguel (And Now Miguel)